# U3D
Universal 3D (U3D) est un format de fichier 3D standardisé par Ecma International en juin 2006 sous la référence Ecma-363. Son but est de devenir un standard universel pour l'échange de données 3D.
PDF, depuis sa version 1.6, permet d'inclure nativement des scènes U3D dans un document PDF.

## Support par les applications
Adobe Acrobat et Adobe Reader (depuis la version 7), Photoshop CS3, Poser 7, DAZ Studio et MeshLab supportent le U3D.
Les applications suivantes permettent de créer du PDF avec des objets U3D incorporés:
- Adobe Systems Acrobat Etendu
- Adobe Systems Acrobat Pro
- AVEVA Review
- Bentley Systems MicroStation autorise l'export de PDF contenant des objets U3D.
- ESKOArtwork "Studio" un Plugin pour Adobe Illustrator
- Artioscad, par Eskographics permet d'exporter des pdf U3D
- Graphisoft ArchiCAD export au format U3D et intégration dans un PDF
- Mesh Lab[1]
- Nemetschek Allplan autorise l'export de PDF contenant des objets U3D.
- PdfTeX avec le package movie15.
- Pro Engineer Wildfire
- Right Hemisphere Deep Server
- Siemens PLM Software Process Simulate autorise l'export de fichiers U3D.

- PDF3D SDK toolkit génère PDF 3D, U3D.
- Subdo 1.5 et 1.6[2],[3],[4] un des précurseurs dans la génération/modification de PDFs 3D avec animations complexes, interactions au sein de sa solution de publication de contenus 3D issus de multiples sources

Les applications suivantes permettent d'importer des fichiers U3D :
- Virtual Universe Pro

Les applications suivantes permettent de créer des fichiers U3D :
- SolidWorks permet de sauvegarder un fichier en .U3D.
- SolidEdge permet de sauvegarder un fichier en .U3D.